# Kongresshaus Bad Gastein

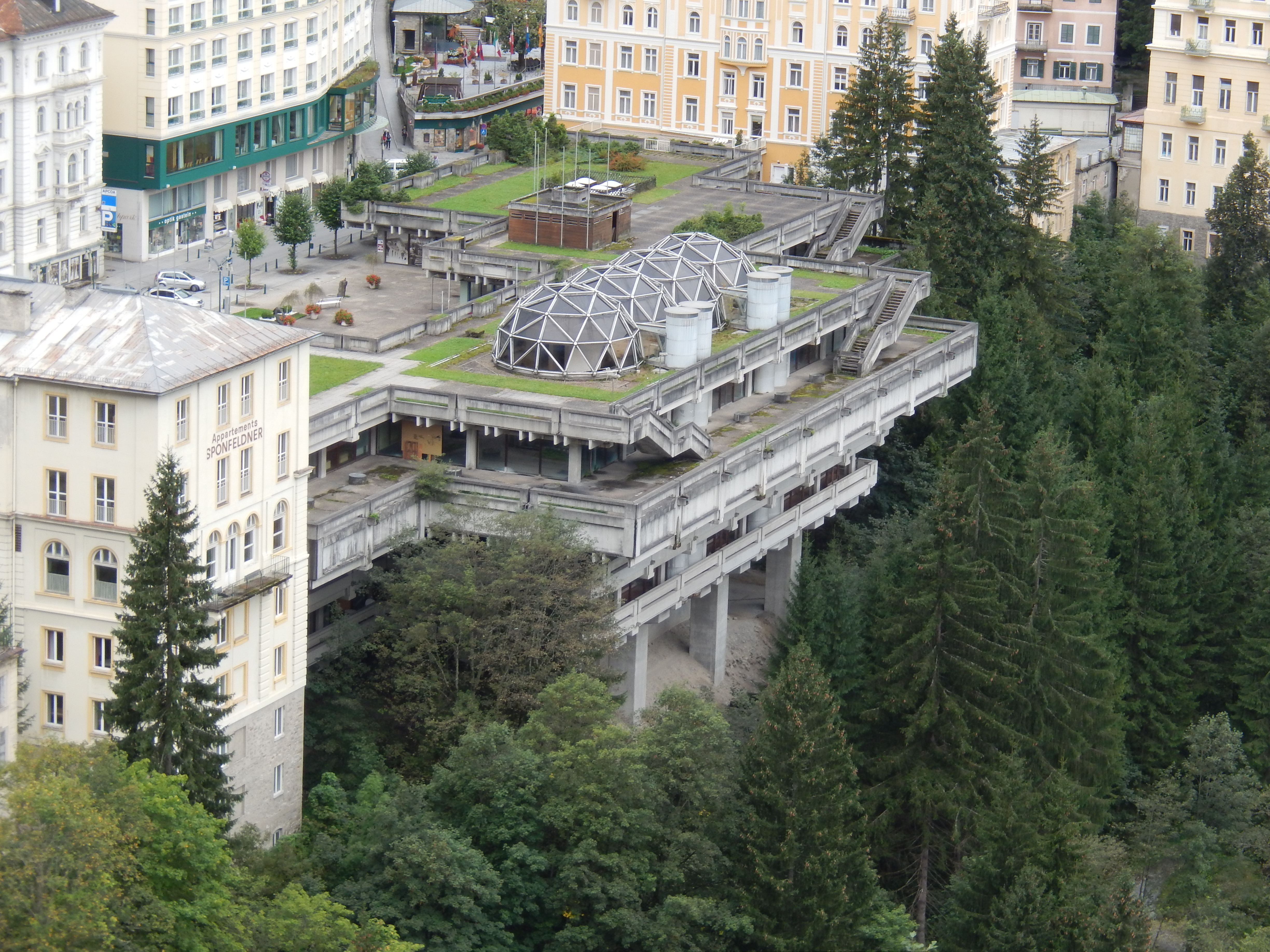
Kongresshaus in Bad Gastein

Das Kongresshaus Bad Gastein steht im Zentrum der Gemeinde Bad Gastein im Bezirk St. Johann im Pongau im Land Salzburg. Das 1974 fertiggestellte Kongresszentrum ist seit 2007 ungenutzt.

## Geschichte
Das vom Salzburger Architekten Gerhard Garstenauer geplante Kongresshaus ist ein imposanter Betonbau im Stil des Brutalismus aus den 1970er Jahren im Ortszentrum, der an Stelle der alten Wandelbahn errichtet wurde. Garstenauer erhielt für dieses Bauwerk 1975 den erstmals verliehenen Architekturpreis des Landes Salzburg. 
Anfang 2007 wurde der Betrieb für Kongresse und Veranstaltungen eingestellt, und die Mietverträge einiger Geschäftslokale wurden gekündigt. Das Gebäude gehört dem Wiener Investor Philippe Duval, der es 2013 von seinem Vater Franz Duval übernommen hat. 2016 war das Betreten der Außenbereiche noch erlaubt, eine Gasteins Historic City GmbH zeigt einen Plan für eine Seilbahnstation auf dem Gebäude.
Das Gebäude ist denkmalgeschützt und seit 2022 in den Denkmallisten des Bundesdenkmalamts vorhanden.

## Auszeichnungen
- Österreichischer Bauherrenpreis 1973